# يمام ماسي
اليمامة الماسية (بالإنجليزية: Diamond dove)‏ هي طائر مقيم في أستراليا. توجد اليمامة في الغالب في مناطق قريبة من المياه ولكنها قاحلة قليلاً أو شبه قاحلة بطبيعتها، كونها وسط وغرب وشمال أستراليا. إنه أحد أصغر أنواع الحمام في أستراليا جنبًا إلى جنب مع اليمامة الهادئة. تم رصدها من حين لآخر في جنوب أستراليا في المتنزهات والحدائق عندما يكون وسط أستراليا جافًا جدًا.

## التصنيف والاشتقاق
وصف عالم الطيور الإنجليزي جون لاثام اليمامة الماسية لأول مرة في عام 1801. الاسم الشائع «الماس» هو إشارة إلى البقع البيضاء على جناحيها.

## وصف
هم حمامات صغيرة يبلغ طولها من 19 إلى 21 سم أو 9 إلى 11 بوصة. بغض النظر عن الجنس، لديهم بقع بيضاء وحواف سوداء على أجنحتهم وعيون حمراء وحلقات عيون برتقالية. يبدو الجنسين متشابهين باستثناء أن حلقة عين الأنثى أقل حيوية ولها لون بني أكثر للريش. لون رأس الذكر وعنقه وصدره رمادى فاتح أزرق. الفاتورة لونها رمادي غامق. البطن لونه كريمي بينما لون الظهر والذيل بني رمادي. الساقين والقدمين وردية. الأحداث لديهم فاتورة رمادية فاتحة؛ قزحية العين وحلقة العين تزلف اللون؛ القدمين والساقين رمادية. لون الثدي رمادي ولا يوجد به أي بقع بيضاء على الأجنحة.
بغض النظر عن حجمه الصغير المذهل (الذي يزن حوالي 35 جرامًا فقط)، فإنه يتحمل مستويات عالية من الحرارة بسبب التكيف في درجة حرارة الجسم، والتمثيل الغذائي، والتنفس، وتوازن الماء، والسلوك.

## الدول المحافظة عليه

### أستراليا
لم يتم سرد الحمامة الماسية على أنها مهددة في أستراليا، لذلك تم إصدار قانون حماية البيئة وحفظ التنوع الحيوي لعام 1999

### ولاية فيكتوريا، أستراليا
تم إدراج الحمامة الماسية على أنها مهددة في قانون ضمان النباتات والحيوانات الفيكتوري (1988). بموجب هذا القانون، لم يتم إعداد بيان عمل لاستعادة هذا النوع وإدارته في المستقبل.
في القائمة الاستشارية لعام 2007 للحيوانات الفقارية المهددة في فيكتوريا ، تم إدراج الحمامة الماسية على أنها شبه مهددة.

## صور

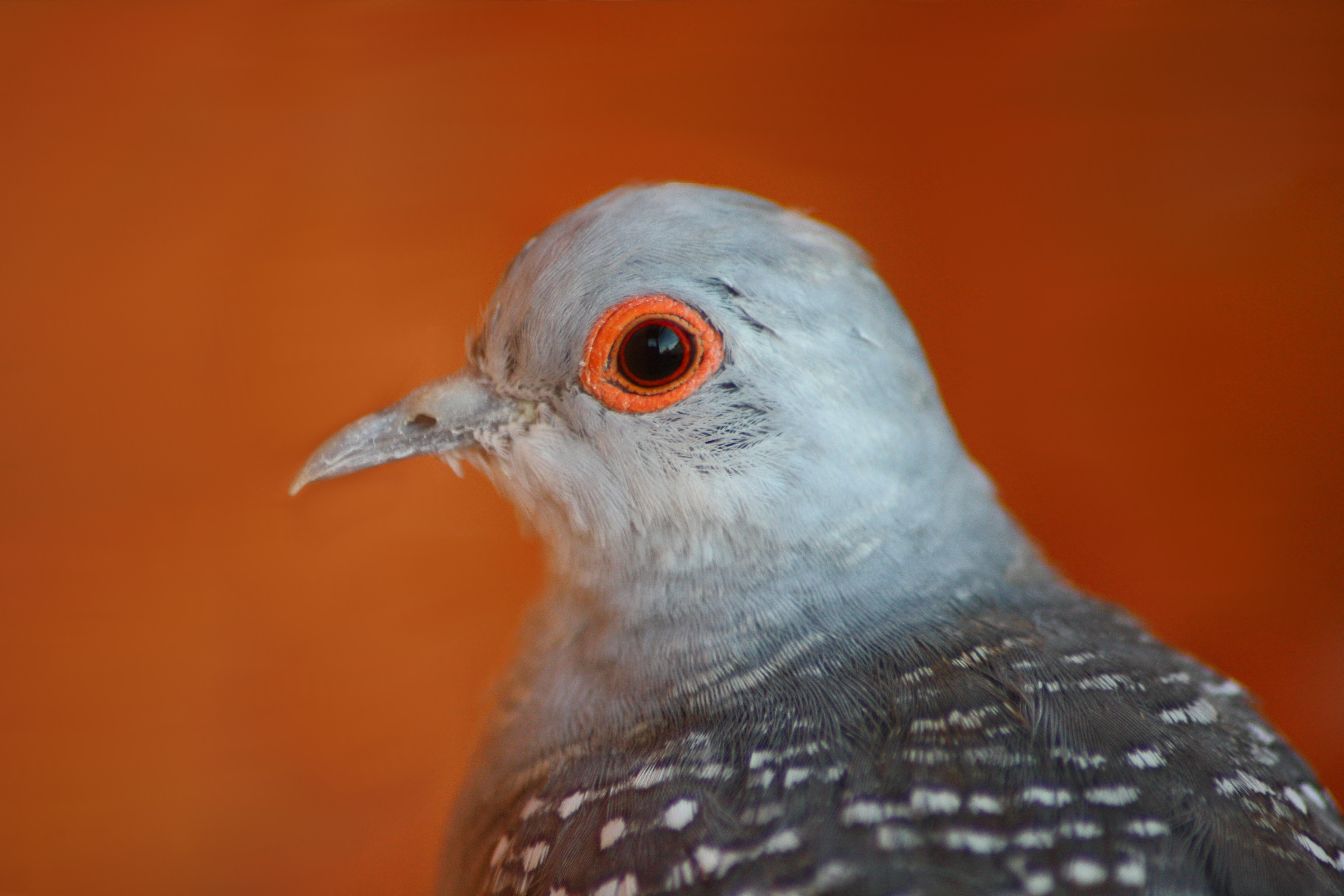
لقطة مقرّبة لطائر أسير
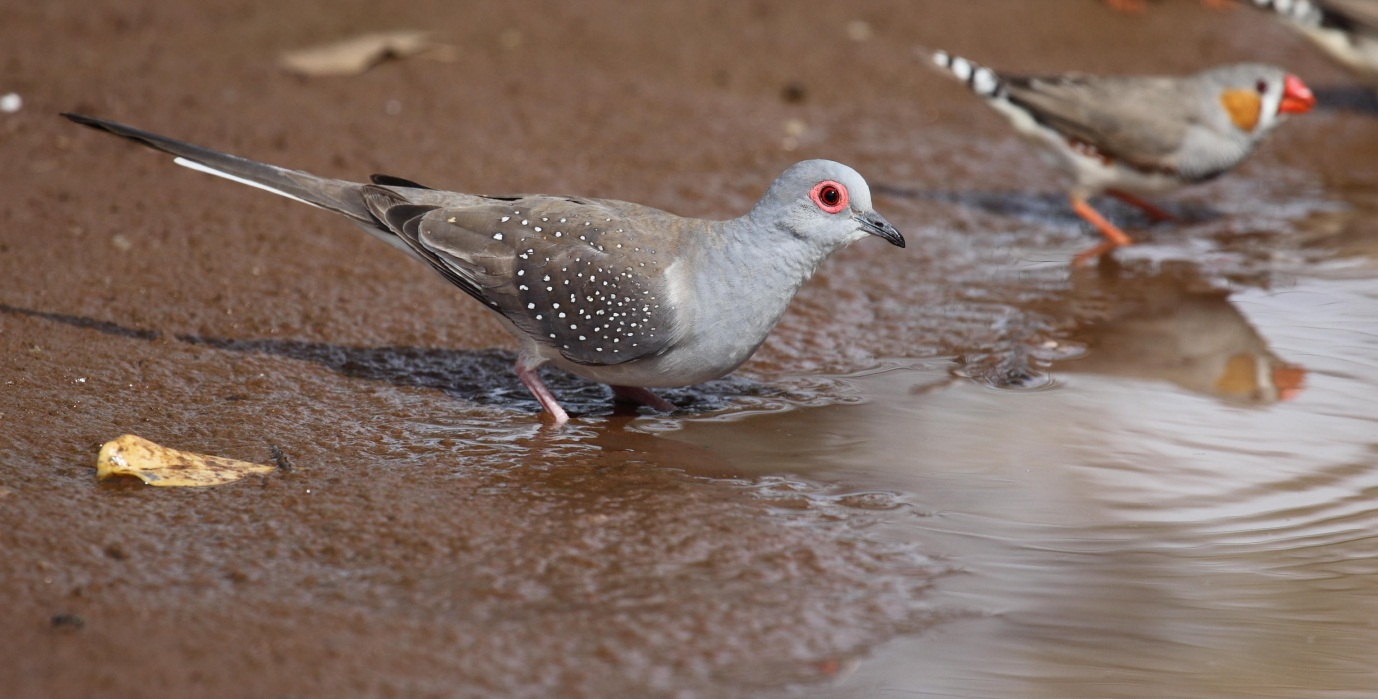
بجوار عصفور الحمار الوحشي عند حفرة مائية، الإقليم الشمالي، أستراليا
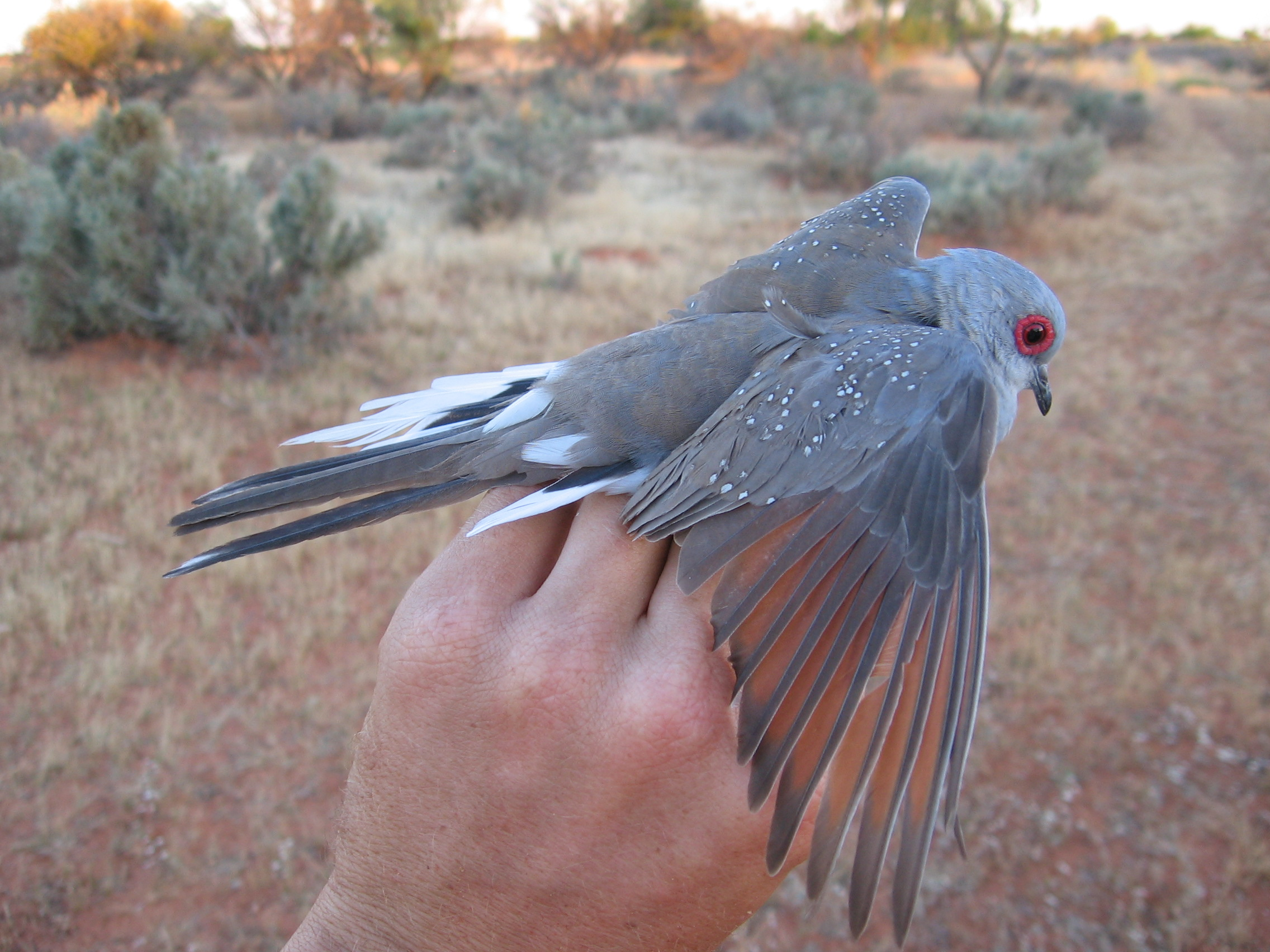
الريش الداخلي المحمر للريش الأساسي واضح للعيان في هذا الطائر الأسير، الإقليم الشمالي، أستراليا

## روابط خارجية
- صفحة الحمامة: الحمام الماسي
- الصفحة الرئيسية للحمام الماسي